# Рантанен, Пааво
Пааво Рантанен (фин. Paavo Rantanen; 28 февраля 1934, Йювяскюля, Финляндия) — финский дипломат, политик; бывший чиновник министерства иностранных дел Финляндии; с 3 февраля по 13 апреля 1995 года — министр иностранных дел Финляндии.

## Биография
Рантанен был заместителем министра внешней торговли, прежде чем стать послом Финляндии в США. Он работал в Министерстве иностранных дел в течение тридцати лет, с 1958 года по 1988 год. Он также служил в Совете директоров Nokia в 1988—1995 годах, пока он не стал неприсоединившимся министром иностранных дел в кабинете Эско Ахо это после отставки Хейкки Хаависто. Рантанен был министром иностранных дел в течение 70 дней, и он был вынужден уйти в отставку после парламентских выборов 1995 года.